# Брен сир ле Марш
Брен сир ле Марш (фр. Brains-sur-les-Marches) насеље је и општина у западној Француској у региону Лоара, у департману Мајен која припада префектури Шато Гонтје.
По подацима из 2011. године у општини је живело 225 становника, а густина насељености је износила 29,3 становника/km². Општина се простире на површини од 7,68 km². Налази се на средњој надморској висини од 100 метара (максималној 109 m, а минималној 72 m).

## Демографија
| 1962. | 1968. | 1975. | 1982. | 1990. | 1999. | 2011. |
| ----- | ----- | ----- | ----- | ----- | ----- | ----- |
| 283   | 353   | 293   | 220   | 224   | 229   | 225   |

График промене броја становника у току последњих година